# Sandhamns kapell
Sandhamns kapell är en kyrkobyggnad på ön Sandön i Stockholms stift. Det tillhör Djurö, Möja och Nämdö församling. Kapellet ägs och förvaltas av Sandhamns kapellstiftelse och är beläget vid foten av lotsutkiken på Sandöns högsta punkt i Sandhamn.

## Kyrkobyggnaden
Sedan mitten av 1700-talet har gudstjänster regelbundet firats på Sandön. Under lång tid var gudstjänsterna förlagda i tullhuset. Omkring 1912 uppfördes en klockstapel utanför tullhuset som användes för att larma och för att ringa in till gudstjänst. 1921 bildades Sandhamns kapellstiftelse och två år senare sattes planerna på ett kyrkbygge i verket. Ritningar på ett kapell utfördes av arkitekt Gustaf Odel och överlämnades till kapellstiftelsen som gåva. Kapellet uppfördes 1934 under ledning av byggmästare Petrus Carlsson och invigdes Heliga Trefaldighets dag 1935 av ärkebiskop Erling Eidem.
Kapellet är byggt av vitmålat trä och består av långhus med vapenhus i väster och sakristia i norr. Taket är belagt med skiffer.
Intill kapellet står en klockstapel uppförd 1936 efter ritningar av Gustaf Odel. Kyrkklockan är gjuten samma år av Bergholtz klockgjuteri. 1975 installerades elektrisk ringning.

## Inventarier
- Dopfunten av grönpatinerad brons är skulpterad av Alice Nordin. Tillsammans med ett dopfat i silver skänktes funten 1945 av föreningen Sandhamns Vänner.
- Altartavlan från 1939 har motivet Kristi förklaring och är en kopia av en välkänd målning från Rafael.
- 1941 fick kapellet två votivskepp i gåva.
- Predikstolen har på ena fältet en framställning av Tron, Hoppet och Kärleken. På andra fältet är lagens tavlor avbildade.

## Orgel
- Från början användes ett harmonium i kyrkan.
- 1951 fick kapellet sin första orgel på fyra stämmor byggd av musikdirektör Gustaf Kruse, Råsunda och kantor Gunnar Guhrén, Österhaninge. Orgeln var mekanisk. En basstämma (Subbas 16') tillkom 1981.
- 2019 var den tidigare orgel i mycket dåligt skick och ersattes av en orgel från 1956, byggd av orgelbyggaren Einar Berg. Även denna orgel har fem stämmor, med följande disposition:

| Manual                  | Pedal             | Koppel  |
| Gedackt 8'              | Subbas 16´ (1981) | Man/Ped |
| Principal 4'            |                   |         |
| Kvinta 2 2/3' (från c1) |                   |         |
| Oktava 2'               |                   |         |

## Bilder

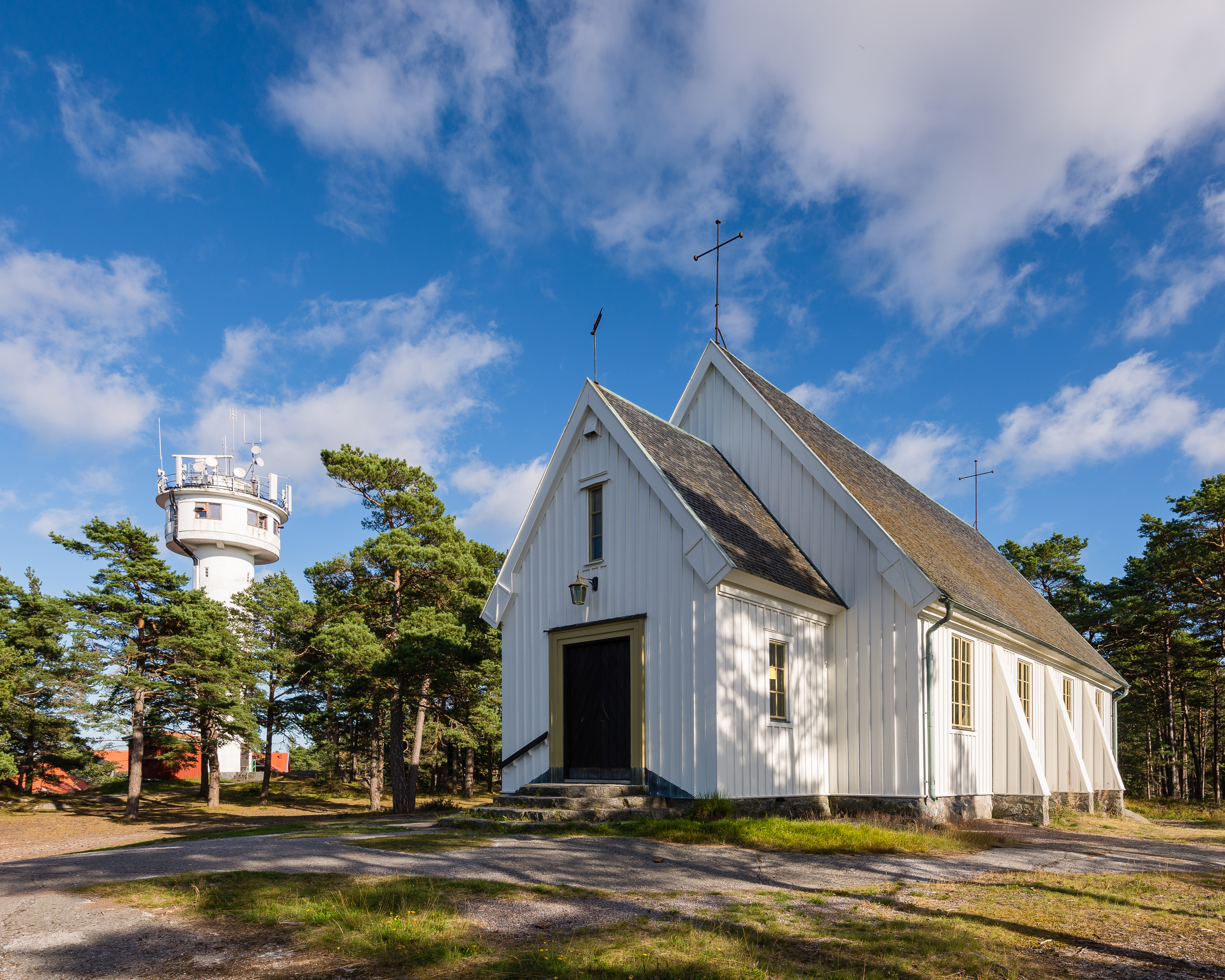
Lotstornet och kapellet.
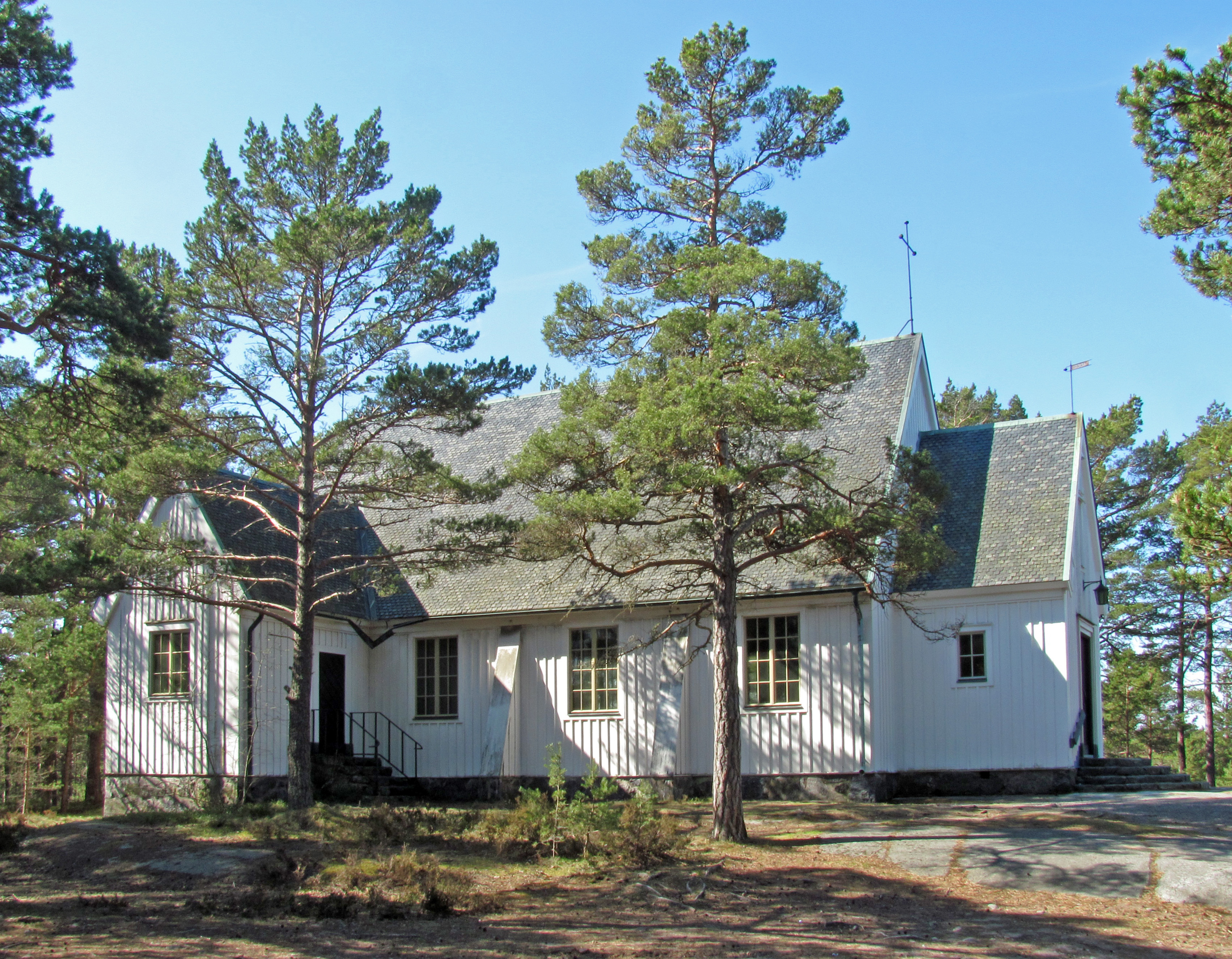
Kapellets fasad.

### Webbkällor
- Djurö, Möja och Nämdö församling informerar
- Sandhamns kapell, Stockholm 2008, © Stockholms stift, Text: Susanna Detthoff, Foto: Mattias Ek